# Milly-la-Forêt
Milly-la-Forêt är en kommun i departementet Essonne i regionen Île-de-France i norra Frankrike. Kommunen ligger i kantonen Milly-la-Forêt som tillhör arrondissementet Évry. År 2022 hade Milly-la-Forêt 4 582 invånare.

## Befolkningsutveckling
Antalet invånare i kommunen Milly-la-Forêt
| Referens: INSEE |